# Joan Maurí i Espadaler
Joan Maurí i Espadaler (Sabadell, 28 de febrer de 1913 - 14 de gener de 1980) fou un pintor català.

## Biografia
Maurí va estudiar a l'Escola de Belles Arts de Barcelona. Va pintar els retaules dels dos altars de l'església de l'Escola Pia de Sabadell i un altar de sant Antoni de la catedral de Solsona. També va fer molts esgrafiats del Cementiri de Sabadell. Té nombrosos quadres en organismes públics i col·leccions particulars. A més de pintar, Maurí investigà les característiques de la visió del color segons cada individu i les diferències que afecten o poden alterar la correcta diferenciació dels matisos cromàtics. Aquestes investigacions les plasmà en l'obra manuscrita Teoria sobre la visió del color, que presenta nombrosos dibuixos i quadres estadístics, text que es va penjar a internet en el centenari del naixement del pintor. La seva obra mostra una constant preocupació constructiva i revela un estudi profund de la tècnica utilitzada.
El Museu d'Art de Sabadell conserva obra de Joan Maurí.

## Exposicions[5]

### Exposicions individuals
- 1954. Cercle Sabadellès.

### Exposicions col·lectives
- 1942. Acadèmia de Belles Arts de Sabadell.
- 1943. Acadèmia de Belles Arts de Sabadell.
- 1946. Col·lectiva de socis del Cercle Sabadellès.
- 1948. Acadèmia de Belles Arts de Sabadell (abril).
- 1948. Acadèmia de Belles Arts de Sabadell (estiu).
- 1952. Exposició sobre temes eucarístics. Acadèmia Catòlica de Sabadell.
- 1953. Primer Saló Biennal de Belles Arts. Caixa d'Estalvis de Sabadell.
- 1959. Quart Saló Biennal de Belles Arts. Caixa d'Estalvis de Sabadell.